# Коагулопатија
Коагулопатија је поремећај у целом процесу коагулације крви. Поремећај је заправо синдром који се јавља као последица или део неке основне болести, која на неки начин покреће коагулациони механизам.
Оно што је можда најважније у терапији коагулопатија је спровођење хитних мера лечења, јер крварење може бити смртоносно. Тежина крварења у коагулопатији у обрнутој је корелацији са концентрацијом фибриногена.

## Етиопатогенеза
Коагулопатија није специфичан ентитет, већ је компликација добро дефинисаних клиничких стања, као што су компликације у трудноћи, малигнитет, масовне повреде, бактеријске и вирусне инфекције. У свим овим случајевима познат је покретачки механизам коагулопатије.
Хемостаза је динамичка равнотежа два супротна физиолошка процеса, коагулације и фибринолизе, са циљем одржавања течног стања крви у васкуларном систему уз могућност стварања угрушака на различитим местима повреде. Било који поремећај те равнотеже, било због патолошке потрошње плазма фактора коагулације (пре свега тромбицита, Фибриногена, протромбина фактора V и VIII) или због стварања антикоагуланаса фибринолитичког система, доводи до јаког крварења.
Друга кључна последица неодговарајућег покретања коагулационог механизма је стварање малих коагулума у микроциркулацији, са настанком исхемије различитих органа. Бројни тромбогени фактори доприносе стварању малих тромба и микроциркулационих емболија. Прву тромботску фазу прати фазу потрошне коагулопатије и секундарне фибринолизе. Непрекидна производња фибрина и фибринолизе доводи до крварења не само због потрошње коагулационих фактора и тромбоцита, већ и због антихемостатске активности продуката разградње фибрина.

### Водећи узроци коагулопатије

#### Недостатак, смањена производња или оштећења фактора коагулације
Ову групу поремећаја можемо поделимо на оне у којима је смањена производња тромбопластина (хипотромбопластинемија) и оне у којима постоји недостатак редуковане протромбинске активне формације протромбина (хипопротомибинемија).
Хипотромбопластинемија
Хипотромбопластинемија се карактерише успореном коагулацију крви са нормалним протромбинским временом Како у настанку овог обољења учествују бројни фактори коагулације промене могу бити локализоване на једном фактору или више њих. Најпознатији поремећаји из ове групе су:
- Хемофилија А (Вилебрандова болест) или права хемофилија - урођена болест са недостатком 8 фактора коагулације.[15]
- Хемофилија Б (Christmasova болест) — недостатак деветог фактора (Christmasov-ог фактора)
- Хемофилија АБ - недостатак антихемофилног глобулина АБ
- Хемофилија Ц — недостатак антихемофилног глобулина Ц - фактор 11
- Хемофилија — због недостатка фактора 12
- Аутоимунска хемофилија А — у којој се стварају антитела против АХГ-А

Хипопротомибинемија
Овај поремећај који може бити урођене и стечена, Стечене су најчешће последица авитаминозе витамина А (битног фактора за формирање протромбина у јетри), и факторе 7, 9, 10 (всинтезу витамина К у цреву). Они су такође повезане и са болестима јетре, јер се у њој синтетише протромбин. У овој групи болести поред продуженог времена коагулације продужено је и протромбинско време.

#### Недостатак или повећана деградација фибриногена (афибриногенемија и хипофинриногениемија)
Хипофибриногенијемија може настати услед трајне патолошке тромбозе и повећане потрошње фибириногена код ових тромбоза. Може се такође јавити као последица смањене синтезе фибриногена у јетри, и као последица патолошке фибринолизе.

#### Присуство повећане концентрације нормалних или присуство патолошког антикоагуланата у крви
Овај поремећај првенствено се односи на антитромбопластин и хепарин, који, ако се нађу у повишеним концентрацијама у крви, производе хеморагичне синдроме. Даље присуство антикоагуланса је присутно у уреи и опструктивној жутици.

### Класификација
Са становишта генезе поремећаја коагулације, требае издвојити имунолошке, стечене и генетичке облике коагулопатије.

#### Стечене коагулопатије
Стечени облици коагулопатија могу настати као последица оштећених функција јетре, примена различитих антикоагулансима укључујући варфарин, недовољан унос витамина К и повећане потрошње компонената система коагулације крви у дисеминованој интраваскуларној коагулацији.
Неки типови хемотоксичних венских отрова, такође могу узроковати коагулопатију, на пример, токсин ботулина, гљивица, змијски отров, неких врста хеморагичних вирусних инфекција, укључујући денгу и шокни синдром денге и неке облике леукемије.
Трауме такође могу бити један од узрока коагулопатије. Код пацијената са тешком траумом, коагулопатија се често примећује у акутној фази трауме, у којој је коагулопатија изазвана самом траумом. Патофизиологија коагулопатије изазване траумом састоји се од активације коагулације, лизе хиперфибрина (гено) и коагулопатије конзумације. Ови патофизиолошки механизми су карактеристике ДИЦ-а са фибринолитичким фенотипом.

#### Аутоимуне
Аутоимуни облици коагулопатије узроковани су појавом антитела (инхибитора коагулације) факторима коагулације крви или фосфолипидима. Најчешће се у патогенези коагулопатија имунске генезе налази се антифосфолипидни синдром.

#### Генетски узроковане
Код неких особа због нарушеног генетског склопа, гени одговорни за синтезу фактора коагулације, могу бити узрок овог облика коагулопатије. Међу овим коагулопатијама најзначајније су хемофилија и Фон Вилебрандов синдром. Мање ретке генетске болести укључују хемофилију Ц, хипопроконвертинемију и низ других аномалија.

### Клинички ентитети
Клинички ентитети коагулопатије удружени са дисеминованом интраваскуларном коагулацијом деле се на три главне групе, према механизму којим основна болест иницира коагулациону каскаду.
Прва група
Базични механизам у првој групи је интраваскуларна инфузија тромбопластичких супстанци, ткивног тромбопластина у циркулацију, која активира спољашњи пут коагулације.
Друга група
Друга група стања која узрокују коагулопатију су болести повезане са оштећењем ендотела.
Трећа група
Ова група обухвата неспецифичне и индиректне ефекте одређених болести (нпр емболија плодовом водом, грам негативна сепса, абортуси хипертоничним растворима).

## Клиничка слика
У клиничкој слици доминирају знацима и симптомима основне болести. Могу бити хеморагичнини, тромботични или у комбинацији. Са акутним развојем дисеминоване интраваскуларне коагулације предоминира хеморагични поремећај и обрнуто.
Хеморагична презентација укључује екхимозе на кожи и видљивим слузокожама, петехије и епистакса, крварења из гингива, хематуријт, гастроинтестинална крварења, крварења из места убода иглом. Такође је могуће интракранијално или интрацеребрално крварење.
Тромботичка презентација може бити неуролошка (мултифокалне лезије, делиријум и кома) или дерматолошка, са фокалном исхемијом и суперфицијалном гангреном (кортикална некроза бубрега и уремија), акутним улцерацијама на гастроинтестиналним органима, инфаркти и емболије плућа.

## Дијагноза
Најважније у дијагнози је сумња, која омогућава препознавање наведених стања (прекурсора дисеминоване интраваскуларне коагулације).
Лабораторијска дијагноза развијене коагулопатије је релативно једноставна. Тестови крви и коагулациони тестови показују изузетне патолошке вредности:
- Број тромбоцита је скоро увек смањен и прогресивно се смањује.
- Фибриноген је смањен
- У циркулацији се јављају деградациони производи фибрин.
- ПТ а и ПТТ могу да буду нормални, скраћени у почетним фазама, а када се потроши критична количина фактора а ниво ФДП значајно порасте, обично су продужени.
- Присуство бизарних форми еритроцита, као индиректан доказ за опструкцију микроциркулације

## Терапија
Оно што је можда најважније у терапији је спровођење хитних мера, јер крварење може бити смртоносно. Зато код лечења коагулопатије свако пропуштено време се не може надокнадити.
Хитне мере
Како је крварење највећа опасност за пацијента, одмах треба започети са давањем прокоагуланаса, односно тромбоцита, ако је њихов број мањи од 50.000, и свеже смрзнуте плазме у дози од 10-20 ml/kg TT
Фактор VIII и фибриноген надокнађују се криопреципитатом, и то 10 доза одмах, а потом 6 доза на 12 сати.
Еритроцити се ординирају ако је хемоглобин мањи од 90 mg %.
Профилактичке мере
Медикаментозна терапија подразумева и обавезно и поливалентну антибиотску профилаксу са три антибиотика широког спектра дејства.
Основна терапија
Основна терапија је уклањање узрока или лечења основне болести. Болесници са акроцианозом, почетном гангреном или тромботичким проблемима захтевају хитан антикоагулантни третман интравенског хепарина у дози од 5 μg/kg TT уз комбиновану инфузију са другим лековима.